# Abraham Hulk

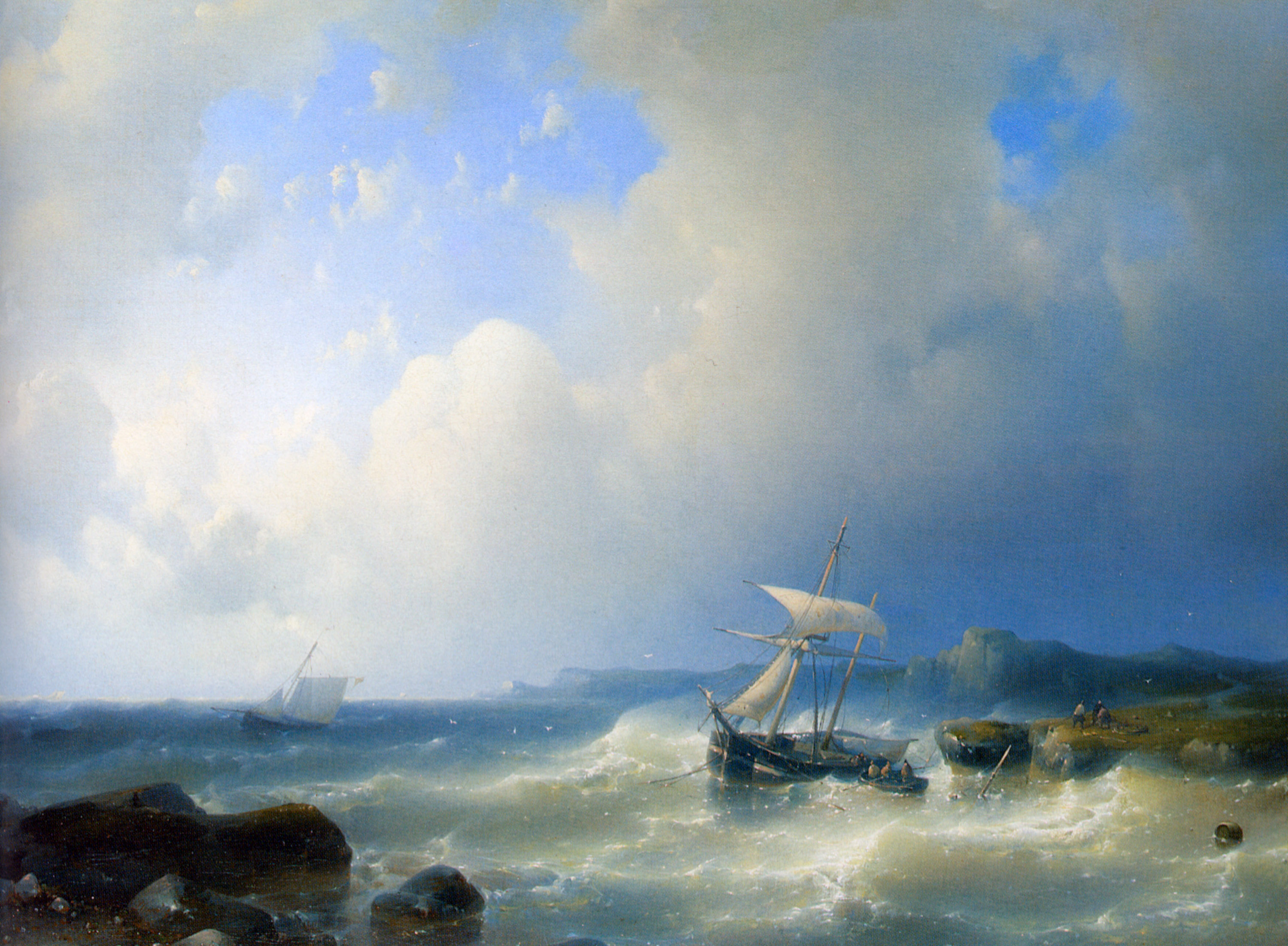
Skaliste wybrzeże

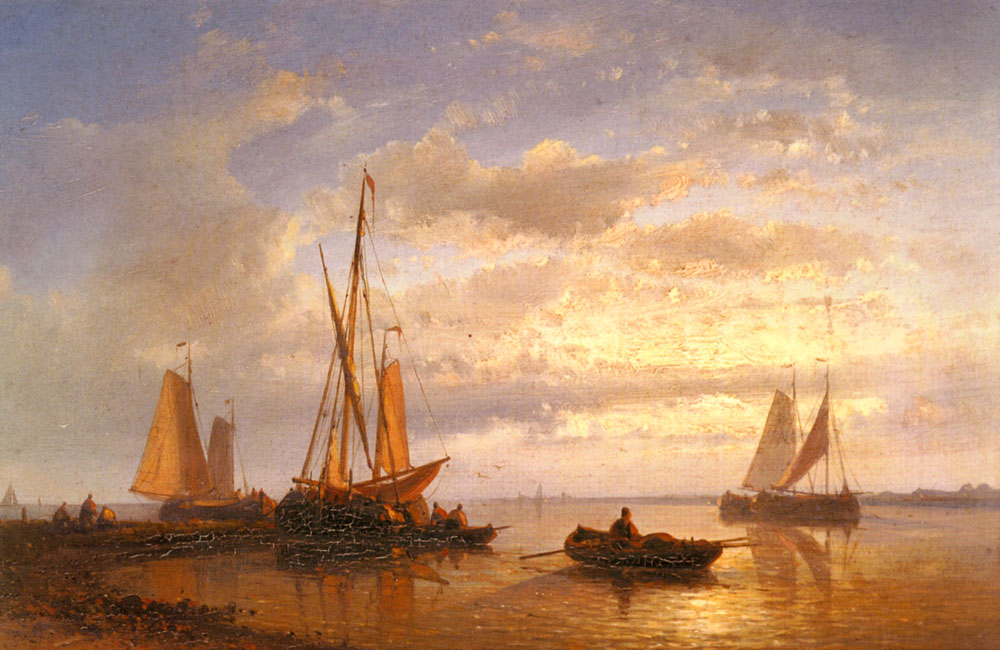
Holenderscy rybacy w promieniach zachodzącego słońca

Abraham Hulk (starszy) (ur. 1 maja 1813 w Londynie, zm. 23 marca 1897 tamże) – angielski malarz pejzażysta specjalizujący się w tematyce marynistycznej.
Urodził się w Londynie, był najwybitniejszym przedstawicielem malarskiej rodziny Hulków. Jego brat John Frederick Hulk (1829–1911) malował pejzaże i sceny miejskie, natomiast syn Abraham Hulk Jr. był autorem pejzaży okolic Surrey.
Abraham Hulk studiował w Akademii Sztuk Pięknych w Amsterdamie, jego nauczycielem był malarz portrecista Jean-Augustin Daiwaille (1786–1856). W latach 1833–1834 odwiedził Amerykę i wystawiał w Bostonie. Po powrocie do Europy mieszkał i pracował w Amsterdamie, Nijkerk, Enkhuizen i Haarlemie. W 1870 powrócił do Londynu, gdzie pozostał do śmierci.
Artysta specjalizował się w tematyce marynistycznej, tworzył pod wpływem holenderskiej szkoły romantycznej i XVII-wiecznych mistrzów. W jego pracach duże znaczenie odgrywa światło, partia nieba jest rozbudowana i dominująca, podkreślając przestrzenność kompozycji. Hulk malował zarówno spokojne morze, jak i sztormy, jego obrazy cechuje duży ładunek emocji. Malarz był popularny wśród angielskiej klasy średniej, często mylnie uważano go za Holendra ze względu na warsztat i tematykę prac. Wystawiał w Amsterdamie, Hadze, Leeuwarden, a po powrocie do Londynu w Royal Academy i Suffolk Street Gallery. Największe zbiory jego prac posiadają Amsterdam Historical Museum, Zuiderzeemuseum w Enkhuizen, Teylers Museum w Haarlemie i Gemeente-Archief w Dordrechcie.